# Neuilly-sur-Seine
Neuilly-sur-Seine este un oraș în Franța, în departamentul Hauts-de-Seine, în regiunea Île-de-France.
În a doua jumătate a secolului al XX-lea, aici a funcționat gruparea literară românească Cenaclul „Caietele Inorogului” (sau Cenaclul de la Neuilly), care a avut drept scop principal promovarea lucrărilor scritorilor români în exil.

## Personalități
- Roger Martin du Gard (1881 - 1958), scriitor, laureat al Premiului Nobel pentru Literatură;
- Jean Daniélou (1905 - 1974), cardinal;
- Claude Brasseur (1936 - 2020), actor;
- Gérard Klein (n. 1937), scriitor de literatură științifico-fantastică;
- Dominique Strauss-Kahn (n. 1949), director al Fondului Monetar Internațional;
- Jean-Dominique Senard (n. 1953), om de afaceri;
- Carole Bouquet (n. 1957), actriță;
- Valérie Kaprisky (n. 1962), actriță;
- Frédéric Beigbeder (n. 1965), scriitor;
- Tristane Banon (n. 1979), politician;
- Laura Smet (n. 1983), actriță, cântăreață.